# Francisco Bulnes
Francisco Alonso de Bulnes (Ciudad de México, Distrito Federal, 4 de octubre de 1847 - ibidem, 22 de septiembre de 1924) fue un escritor, periodista y político mexicano.

## Biografía
Estudió ingeniería y fue profesor en la Escuela Nacional de Ingeniería. Impartió clases de meteorología y economía política en el Colegio de Minas y en la Escuela Nacional Preparatoria. Participó en la comisión de México enviada a Japón para estudiar el tránsito del planeta Venus por el disco del Sol en 1874, la cual fue encabezada por Francisco Díaz Covarrubias cuando México era gobernado por Sebastián Lerdo de Tejada y Japón bajo el reinado de Meiji Tennō.
Fue elegido diputado y senador durante el gobierno de Porfirio Díaz.
Fue un miembro prominente del grupo denominado los Científicos que siendo liberales políticamente, buscaban aplicar en las acciones de gobierno criterios esencialmente racionales y cientifistas. Dirigió el periódico El Siglo Diez y Nueve en 1891, y colaboró para El Imparcial y El Universal. Colaboró con el régimen espurio de Victoriano Huerta y a la caída de este a mediados de 1914, salió del país.
Residió en Cuba en el exilio con su esposa y su hijo luego de una breve estancia en Nueva Orleans a principios de diciembre de 1915, con dirección a La Habana. A más de proximidad geográfica  pudo haber tenido una razón más para sentir especial cercanía con Cuba: durante la guerra hispano-cubana, de 1898 tomó partido en favor de su independencia, aun cuando la mayoría de los intelectuales mexicanos se pronunciaban en contra. Sin embargo, instalado en La Habana, se sintió aislado y se quejó de trato ingrato. En parte quizá por haberse sentido mal acogido, Bulnes nunca dejó de acariciar la idea de marcharse a Nueva York. Sin embargo, cuando intentó hacerlo, el consulado mexicano le negó el pasaporte, según algunos por presión de Venustiano Carranza, retornando después a México donde vivió hasta su muerte en 1924.

## Obras
Su obra literaria e histórica fue siempre polémica, entre sus obras publicadas se encuentran.
- Sobre el hemisferio norte, once mil leguas. Impresiones de viaje a Cuba, los Estados Unidos, el Japón, China, Cochinchina, Egipto y Europa. México: Imprenta de la Revista Universal (1875).
- El pulque. Estudio científico. México: Antigua Imprenta de Murguía (1909).
- El porvenir de las naciones latinoamericanas ante las recientes conquistas de Europa y Norteamérica. Estructura y evolución de un continente. México, (1899).
- El verdadero Juárez y la verdad sobre la intervención y el imperio, (1904).
- Las grandes mentiras de nuestra historia: la Nación y el Ejército en las guerras extranjeras, (1904).
- Juárez y las revoluciones de Ayutla y de Reforma, (1906).
- El verdadero Díaz y la Revolución, (1920).
- Los problemas de México, (1926).